# Dark Souls III
Dark Souls III (jap. ダークソウルIII bzw. ダークソウルスリー, Dāku Souru Surī) ist ein Action-Rollenspiel des japanischen Entwicklers FromSoftware. Es wurde im März 2016 in Japan und im April weltweit für die PlayStation 4, Xbox One und Microsoft Windows von Bandai Namco Entertainment veröffentlicht. Das Spiel ist nach  Dark Souls und Dark Souls II der dritte Teil der Dark-Souls-Reihe.

## Entwicklung
Die Entwicklung des Spiels begann im Jahr 2013. Sie fand gleichzeitig mit der von Bloodborne statt, jedoch übernahmen sie zwei verschiedene Entwickler-Teams. Hidetaka Miyazaki, der schon an der Arbeit zum Vorgänger beteiligt war, kehrte auch für den vierten Teil der Reihe zurück, während Isamu Okano und Yui Tanimura Co-Leiter des Projektes waren. Miyazaki sagte, das Spiel sei nicht der letzte Teil der Serie, sondern ein Wendepunkt für die Handlung.
Die ersten Gameplay-Ausschnitte des Spieles wurden im August 2015 im Zuge der Gamescom 2015 veröffentlicht. Das Spiel wurde im März 2016 in Japan und im April weltweit für die PlayStation 4, Xbox One und Microsoft Windows von Bandai Namco Entertainment veröffentlicht.

## Handlung

### Ausgangslage
Die Spielwelt befindet sich immer noch im Zyklus aus Zeitalter des Feuers, gefolgt vom Fluch der Untoten (Dark Souls II), jedoch weigert sich Prinz Lothric, seinen Platz als König einzunehmen und so das Zeitalter des Feuers neu zu entfachen. Da auch sonst kein Untoter bereit zu sein scheint, Prinz Lothrics Platz als König einzunehmen, steckt der Zyklus der Welt fest; mit teils gravierenden Konsequenzen. In einem dem Big Crunch ähnelnden Ende ziehen sich längst vergangene Welten und Königreiche um das Königreich Lothric zusammen. Zusätzlich erweckt eine Glocke des Feuerband-Schreins ehemalige Könige längst vergangener Tage als Wesen, die als Asche bezeichnet werden, wieder. Doch auch diese weigern sich, Prinz Lothrics Platz einzunehmen.

### Hauptspiel
Zum Start des Spiels wird die Spielfigur ebenfalls als Asche am Feuerband-Schrein wiedergeboren. Von der ansässigen, blinden Feuerhüterin wird dem Spieler aufgetragen, die Aschen der wiedererweckten Könige sowie jene von Prinz Lothric zurückzubringen, um das Zeitalter des Feuers neu zu entfachen. Die wiedererweckten Könige haben sich in die Winkel der zusammengezogenen Welt verstreut und müssen vom Spieler gesucht und bezwungen werden. Erst dann kann Prinz Lothric herausgefordert und seine Asche zu den anderen zurückgebracht werden.
Abseits der Haupthandlung trifft der Spieler auf mehr oder weniger wichtige NPCs, welche den Ausgang der Haupthandlung beeinflussen können. Yoel, ein Pilger von Londor infiziert den Spieler mit dem dunklen Siegel, sodass auch der Spieler trotz seines Zustands als Asche mit dem Fluch der Untoten belegt wird. Andere NPCs stehen in unterschiedlicher Verbindung zu den wiedererweckten Königen. So verfolgt die junge Untote Anri den unreinen König Aldrich der Götterfresser, um diesen zusammen mit dem Spieler zu töten.
Ist die Asche von Prinz Lothric zum Feuerband-Schrein zurückgekehrt, kann der Fürst der Asche bekämpft werden – eine Manifestation aller im Laufe der Jahrtausende geopferten Könige, einschließlich Fürst Gwyn. Je nach bestimmten Entscheidungen am Ende und im Laufe des Spiels stehen dem Spieler unterschiedliche Enden zur Verfügung:
Bindung der ersten Flamme: Wie in den Vorgängern wird die Spielfigur als Nahrung für die Flamme geopfert. Jedoch gelingt es diesmal nicht, die Flamme wieder zu entfachen und die Sonne verbleibt als Dunkelzeichen. Das Erlöschen des Feuers ist unvermeidbar.
Das Ende des Feuers: Gibt man der Feuerhüterin die Augen einer Vorgängerin, welche während eines Zeitalters der Dunkelheit lebte, kann die Feuerhüterin das Feuer zum Erlöschen bringen – ein Zeitalter der Dunkelheit bricht an. Die Feuerhüterin prophezeit jedoch, dass das Feuer letztendlich erneut gebunden werde und so der Zyklus nicht ende.
Ungebundenes Ende: Der Spieler hat die Möglichkeit, die Feuerhüterin am Ende ihrer Prophezeiung zu töten, um das Feuer für sich zu behalten. Die Konsequenzen dieser Aktion bleiben unklar.
Aneignung des Feuers: Das am schwersten zu erreichende Ende. Nach der Infizierung mit dem Fluch der Untoten bekommt der Spieler von Yuria von Londor (einer Magd von Dunkelschleicher Kaathe, s. Dark Souls) die Aufgabe, Anri in einem Ritual zu töten und so seinen Status als Untoter weiter auszubauen. Nach dem Sieg über den Fürsten der Asche kann der Spieler das Feuer in sich aufnehmen und erwacht als Herrscher der Untoten in einem Zeitalter der Dunkelheit, begleitet von mehreren Untoten sowie der eigentlich toten Anri. Ob das Zeitalter der Dunkelheit dadurch permanent eingeläutet und der Zyklus gebrochen wird, bleibt offen.

### Erweiterungen
In den Erweiterungen wird auf den Verbleib der Dunklen Seele eingegangen. Der Spieler begegnet im Laufe des Hauptspiels Sklavenritter Gael, einer wiederbelebten Asche, die einst am Anbeginn des ersten Zeitalters des Feuers unter der Herrschaft von Fürst Gwyn diente. Gael findet eine neue Bestimmung in der Parallelwelt Gemälde von Ariandel. In dem langsam verrottenden Gemälde versucht ein grauhaariges Mädchen, ein neues Gemälde zu malen, welches nach der Verbrennung des derzeitigen Gemäldes als neuer Unterschlupf für die Bewohner dienen soll. Als Farbe für ein solches Gemälde dient die Dunkle Seele, welche seit den Zeiten von Fürst Gwyn unter den Menschen verteilt existiert.
Gael führt den Spieler in die umringte Stadt, welche den Nachfahren des Verstohlenen Zwerges von Gwyn als Heimat geschenkt wurde, aber zugleich deren Gefängnis darstellt, um das Zeitalter der Dunkelheit zu verhindern. Die Stadt ist trotz des sich fortsetzenden Big Crunches weitgehend unversehrt. In der Stadt, bewacht von den letzten Verbündeten Lord Gwyns, lebt Gwyns letzte Tochter Filianore in einem ewig währenden Schlaf. Der Spieler lässt sie erwachen, was eine Zeitreise in die Zukunft auslöst. In dieser liegt die Spielwelt halb versunken in einem Meer aus Asche. Lediglich Gael ist noch am Leben, welcher die Dunkle Seele aus dem Blut der letzten Zwergenkönige in sich aufnimmt, nur um sich letztendlich gegen den Spieler selbst zu wenden. Nach dem Sieg gegen Gael ist die Dunkle Seele zum ersten Mal seit ihrem Auffinden durch den Verstohlenen Zwerg wieder vereint. Mit dieser kann das grauhaarige Mädchen ein neues Gemälde und somit eine neue Welt entstehen lassen.

## Spielprinzip
Dark Souls III ist ein Action-Rollenspiel, das wie bei den früheren Spielen der Serie aus der Third-Person-Perspektive gespielt wird. Laut dem Lead Director und Schöpfer der Serie, Hidetaka Miyazaki, folge das Spielprinzip-Design „eng dem von Dark Souls II“. Die Spielfigur kann mit einer Vielzahl von Waffen, beispielsweise Bögen, Sprengstoffen wie Feuerbomben, Großschwertern und beidhändigen Schwertern, ausgestattet werden, um gegen Feinde zu kämpfen. Sie kann auch Schilde benutzen, um die feindlichen Attacken abzulenken und sich vor Schaden zu schützen bzw. ihn zu reduzieren. Jede Waffe hat zwei verschiedene Stile. Mit einem führt man Standard-Angriffe aus, während der andere etwas stärker ist und aufgeladen werden kann. Zusätzlich kann man Angriffen durch Rollen ausweichen. Die Leuchtfeuer, die als Kontrollpunkte dienen, werden auch in diesem Teil verwendet. Asche spiele nach Miyazaki eine wichtige Rolle im Spiel. Das Magie-System von Demon’s Souls kehrt zurück. Wenn Zauber ausgeführt werden, verbraucht der Spieler „Focus Points“ (FP). Es gibt zwei verschiedene Arten von sogenannten Estus-Flaschen im Spiel, die vom Spieler selbst zugeteilt werden können, um den Spielstil anzupassen. Die eine füllt wie in den Vorgängern die Lebensenergie auf, die andere, die in Dark Souls III eingeführt wurde, füllt die Focus Points auf. Kampf und Bewegung wurden in Dark Souls III schneller und flüssiger gestaltet. Die Spieler sind in der Lage, Ausweichschritte und das Schwingen von schweren Waffen schneller durchzuführen, so dass der Spieler mehr Schaden in kurzer Zeit austeilen kann.
Im Laufe des Spiels begegnet der Spieler verschiedenen Arten von Feinden, die ganz eigene Verhaltensweisen besitzen. Einige von ihnen verändern ihr Kampfmuster im Laufe des Kampfes. Es gibt neue Kampffunktionen in Dark Souls III, wie Waffen- und Schild-Skills. Diese sind besondere Fähigkeiten, die von Waffe zu Waffe variieren. Es lassen sich einzigartige Angriffe auf Kosten der FP aktivieren. Der dritte Teil setzt einen stärkeren Fokus auf Rollenspielelemente. Zudem wurde der Charaktereditor erweitert und die Waffen bieten mehr taktische Möglichkeiten. Das Spiel verfügt zwar insgesamt über weniger Karten als sein Vorgänger, jedoch wurden diese größer und detaillierter gestaltet, um den Spieler zum Erforschen zu ermutigen. Das Spiel enthält wie die Vorgänger Mehrspielerelemente.

## Rezeption

### Kritiken
Die Kritiken für das Spiel fielen größtenteils positiv aus.
IGN schrieb: „Dark Souls 3's incredible world and awe-inspiring weapon arts make it the fiercest installment yet.“ und gab dem Spiel eine Wertung von 9,5 von 10 Punkten.
Das Magazin hardcoregamer.net gab Dark Souls III 4,5 von 5 Sternen und lobte vor allem die Spielwelt. Sie sei „bekannt, aber dennoch neu und erfrischend.“
In einer Besprechung des Spiels bei Spiegel Online bezeichnete es der Rezensent als eine „grandiose Ode an die Verzweiflung“. Die Kämpfe seien nun ebenso schnell und dynamisch wie bei Bloodborne; dennoch werde jeder Fehler bestraft.
Eine Rezension bei Stern.de lobte Dark Souls III als ein „extrem gelungenes Rollenspiel mit toller Atmosphäre, schicker Optik und mystischer Geschichte“. Aufgrund des „knackigen Schwierigkeitsgrades“ sei es jedoch nur für Spieler geeignet, die bereit seien, sich durchzubeißen und für ihre Erfolge zu arbeiten. Der Rezensent bemängelte zudem gelegentliche Grafikruckler. Bei Metacritic hat die Windows-Version die Bewertung 90, die PS4- und die Xbox-One-Versionen jeweils 89 von 100 Punkten.

### Auszeichnungen
| Jahr | Preis                  | Kategorie                                           |
| ---- | ---------------------- | --------------------------------------------------- |
| 2015 | Gamescom Award         | Best Role Playing Game                              |
| 2016 | Golden Joystick Awards | Ultimate Game of the Year                           |
| 2016 | Satellite Award        | Outstanding Action/Adventure Game                   |
| 2016 | DICE Awards            | Role-Playing/Massively Multiplayer Game of the Year |
| 2016 | Steam Awards           | Hassliebe                                           |